# ブリーダーズカップ・フィリー&メアスプリント
ブリーダーズカップ・フィリー&メアスプリント（Breeders' Cup Filly & Mare Sprint）とはアメリカ競馬の祭典であるブリーダーズカップ・ワールド・サラブレッド・チャンピオンシップの2日目の競走として行われる、3歳以上の牝馬によるダート7ハロンの競走である。創設は2007年。日本では、他の競走に倣ってBCフィリー&メアスプリント（ビーシー - ）と簡略化されることが多い。
アメリカ競馬の牝馬のダート短距離チャンピオンを決定する競走である。これまでダートの短距離適性をもつ牝馬はブリーダーズカップ・スプリントに参戦するしかなかったが、本競走の新設で2競走のどちらかを選択することが可能となる。
なお、第1回は開催地であるモンマスパーク競馬場のコース形態の関係でダート6ハロンで施行された。

## 歴史
- 2007年 創設。当初は国際グレードなしで行われる（国際グレードに指定されるための条件に満たないため）。
- 2009年 G1に格付けされる。
- 2013年 Groupie Doll（グルーピードール）が史上初の2連覇。

### 開催競馬場
| 回数   | 開催競馬場               | 施行距離 |
| ------ | ------------------------ | -------- |
| 第1回  | モンマスパーク競馬場     | ダート6f |
| 第2回  | サンタアニタパーク競馬場 | AW7f     |
| 第3回  | サンタアニタパーク競馬場 | AW7f     |
| 第4回  | チャーチルダウンズ競馬場 | ダート7f |
| 第5回  | チャーチルダウンズ競馬場 | ダート7f |
| 第6回  | サンタアニタパーク競馬場 | ダート7f |
| 第7回  | サンタアニタパーク競馬場 | ダート7f |
| 第8回  | サンタアニタパーク競馬場 | ダート7f |
| 第9回  | キーンランド競馬場       | ダート7f |
| 第10回 | サンタアニタパーク競馬場 | ダート7f |
| 第11回 | デルマー競馬場           | ダート7f |
| 第12回 | チャーチルダウンズ競馬場 | ダート7f |
| 第13回 | サンタアニタパーク競馬場 | ダート7f |
| 第14回 | キーンランド競馬場       | ダート7f |
| 第15回 | デルマー競馬場           | ダート7f |
| 第16回 | キーンランド競馬場       | ダート7f |
| 第17回 | サンタアニタパーク競馬場 | ダート7f |
| 第18回 | デルマー競馬場           | ダート7f |
| 第19回 | デルマー競馬場           | ダート7f |

### 歴代優勝馬
| 回数   | 施行日         | 調教国・優勝馬    | 日本語読み               | 性齢 | タイム  | 優勝騎手         | 管理調教師       |
| ------ | -------------- | ----------------- | ------------------------ | ---- | ------- | ---------------- | ---------------- |
| 第1回  | 2007年10月26日 | Maryfield         | メアリーフィールド       | 牝6  | 1:09.85 | E.トルヒージョ   | D.オニール       |
| 第2回  | 2008年10月24日 | Ventura           | ヴェンチュラ             | 牝4  | 1:19.90 | G.ゴメス         | R.フランクネル   |
| 第3回  | 2009年11月6日  | Informed Decision | インフォームドデシジョン | 牝4  | 1:21.66 | J.レパルー       | J.シェパード     |
| 第4回  | 2010年11月5日  | Dubai Majesty     | ドバイマジェスティ       | 牝5  | 1:22.31 | J.セリオ         | W.カルホウン     |
| 第5回  | 2011年11月4日  | Musical Romance   | ミュージカルロマンス     | 牝4  | 1:23.47 | J.レイヴァ       | W.カプラン       |
| 第6回  | 2012年11月3日  | Groupie Doll      | グルーピードール         | 牝4  | 1:20.72 | R.マラージ       | W.ブラッドリー   |
| 第7回  | 2013年11月2日  | Groupie Doll      | グルーピードール         | 牝5  | 1:20.75 | R.マラージ       | W.ブラッドリー   |
| 第8回  | 2014年11月1日  | Judy The Beauty   | ジュディザビューティ     | 牝5  | 1:21.92 | M.スミス         | W.ワード         |
| 第9回  | 2015年10月31日 | Wavell Avenue     | ウェイヴルアヴェニュー   | 牝4  | 1:22.39 | J.ロサリオ       | C.ブラウン       |
| 第10回 | 2016年11月5日  | Finest City       | ファイネストシティ       | 牝4  | 1:22.37 | M.スミス         | I.クルージャック |
| 第11回 | 2017年11月4日  | Bar of Gold       | バーオブゴールド         | 牝5  | 1:22.63 | I.オルティス Jr. | J. キンメル      |
| 第12回 | 2018年11月3日  | Shamrock Rose     | シャムロックローズ       | 牝3  | 1:23.13 | I.オルティス Jr. | M.カッセ         |
| 第13回 | 2019年11月2日  | Covfefe           | コヴフェフェ             | 牝3  | 1:22.40 | J.ロサリオ       | C.コックス       |
| 第14回 | 2020年11月7日  | Gamine            | ガミーン                 | 牝3  | 1:20.20 | J.ヴェラスケス   | B.バファート     |
| 第15回 | 2021年11月6日  | Ce Ce             | シーシー                 | 牝5  | 1:21.00 | V.エスピノーザ   | M.マッカーシー   |
| 第16回 | 2022年11月5日  | Goodnight Olive   | グッドナイトオリーブ     | 牝4  | 1:21.61 | I.オルティス Jr. | C.ブラウン       |
| 第17回 | 2023年11月4日  | Goodnight Olive   | グッドナイトオリーブ     | 牝5  | 1:22.97 | I.オルティス Jr. | C.ブラウン       |
| 第18回 | 2024年11月2日  | Soul Of An Angel  | ソウルオブアンエンジェル | 牝5  | 1:21.59 | D.ヴァンダイク   | S.ジョセフ Jr.   |